# サイハイ・ザ・プリンス
サイハイ・ザ・プリンス (英: Cyhi the Prynce、1984年9月15日 - ) は、アメリカ合衆国ジョージア州ストーン・マウンテン出身のラッパー、ソングライターである。

## 略歴
本名は、サイデル・ヤング。以前は、エイコンのレーベルKonvict Musicを通じて大手Def Jamに所属していたが、イェラウルフのリミックス曲に参加していた彼のラップを聴いたカニエ・ウエストの目に止まり、カニエの主催するGOOD Musicへと移籍した。その後、カニエの2010年発表のアルバム『My Beautiful Dark Twisted Fantasy』にフィーチャリングされた。2017年にはデビューアルバム『No Dope on Sundays』をリリースしている。

## ディスコグラフィー

### アルバム
- No Dope on Sundays (2017)

### ミックステープ
- What Da Dec Been  Missin Part 1 (2009)
- What Da Dec Been  Missin Part 2 (2009)
- Royal Flush (2010)
- Royal Flush II (2011)
- Jack of All Trades (2011)
- Ivy League Club (2012)
- Ivy League: Kick Back (2013)
- Black Hystori Project (2014)
- Black Hystori Project 2: N.A.A.C.P. (2015)